# Assem Marei
Assem Ahmed Marei (Guiza, Egipto, 16 de junio de 1992) es un jugador de baloncesto egipcio que pertenece a la plantilla del Changwon LG Sakers de la KBL de Corea del Sur. Mide 2,06 metros y juega en la posición de pívot. Es internacional con la selección de baloncesto de Egipto.

## Trayectoria deportiva
Marei es un jugador de baloncesto formado en el Zamalek SC, hasta 2011, cuando se enroló en el conjunto universitario de Minnesota State Mavericks en que llegaría a completar su ciclo universitario de 4 años.
En septiembre de 2015, Marei firmó con Šiauliai de la LKL lituana.
El 17 de junio de 2016, Marei firmó con Bayreuth de la Basketball Bundesliga.
El 19 de julio de 2018, Marei firmó con Pınar Karşıyaka de la Türkiye Basketbol Ligi. En las filas del conjunto turco promedió 17.9 puntos, 9.9 rebotes y 1.8 asistencias por partido en la Türkiye Basketbol Ligi, además obtuvo 13.7 puntos, 9.9 rebotes y 1.9 asistencias por partido en la Eurocup.
El 21 de julio de 2019, Marei regresa a Alemania para firmar un contrato de dos años con Brose Bamberg de la Basketball Bundesliga.
El 29 de diciembre de 2020, el Galatasaray Doğa Sigorta de la BSL turca hace oficial la contratación del jugador hasta el final de la temporada 2020-21.

## Selección nacional
Marei participó del Campeonato Mundial de Baloncesto Sub-19 de 2011.
Con la selección absoluta disputó tres ediciones del AfroBasket (2011, 2013 y 2015).
Durante agosto y septiembre de 2023 fue integrante de la selección de Egipto que participó en el Mundial de 2023 celebrado en Asia, y que finalizó en vigésimo lugar.